# 카테네인

카테네인(catenane)은 2개 이상의 거대고리(macrocycle)가 연결된 기계적으로 맞물린 분자 구조(mechanically interlocked molecular architecture)이다.

## 종류
- 로탁세인(rotaxane)
- 분자 매듭
- 분자 보로메오 고리